# Meng Fei
Meng Fei, (Pequim, 22 de março de 1981) é uma ex-ginasta chinesa que competiu em provas de ginástica artística. 
Meng fez parte da equipe chinesa que disputou o Mundial de Sabae, em 1995, na Suíça. Nele, ajudou a equipe na conquista de medalha de prata, superada pela equipe romena. Dois anos mais tarde, na edição de Lausanne, conquistou a terceira colocação na prova coletiva. Individualmente, conquistou a medalha de prata nas barras assimétricas, em prova vencida pela russa Svetlana Khorkina.